# Bouillancourt-en-Séry

Bouillancourt-en-Séry este o comună în departamentul Somme, Franța. În 1 ianuarie 2022 avea o populație de 538 de locuitori.